# 拉河豚
拉普拉塔河豚（學名：Pontoporia blainvillei）简称 拉河豚、普河豚，也称 拉普拉塔河河豚、拉普拉塔河江豚、普拉塔河豚、普拉塔河江豚、巴西河豚、弗西豚、海鱀豚，是一种主要生活在咸水中的河豚，分布于南美洲东南部大西洋沿岸，在拉普拉塔河口一带种群较丰富，故以此河得名。
拉普拉塔河豚体型较小，但却有鲸豚类中等比例最长的喙。有多达 200 颗以上的圆锥狀同型齿，上颌 106-116 颗，下颌 102-112 颗。皮肤呈灰褐色。额头浑圆。眼极小。成豚体重 30-53 kg。雄性体长一般可以长到 1.6 m，雌性为 1.68 m。独居或 2－5 头群居。主要捕食小鱼。